# Ga Chiang Mai
Ga Chiang Mai (Mã SRT: CGM) (tiếng Thái: สถานีเชียงใหม่ (ชม.)) là một ga loại một và ga trên tuyến đường sắt chính của Chiang Mai. Nhà ga nằm ở phía Đông Sông Ping ở thành phố Chiang Mai. Nó có 10 chuyến mỗi ngày, không bao gồm dịch vụ Eastern and Oriental Express tại nhà ga này. Nó còn có bốn đến sáu chuyến vào dịp Tết, Songkran và các lễ hội đặc biệt khác. Trong cuộc điều tra năm 2004, ga Chiang Mai đã phục vụ khoảng 800.000 hành khách.

## Hình ảnh

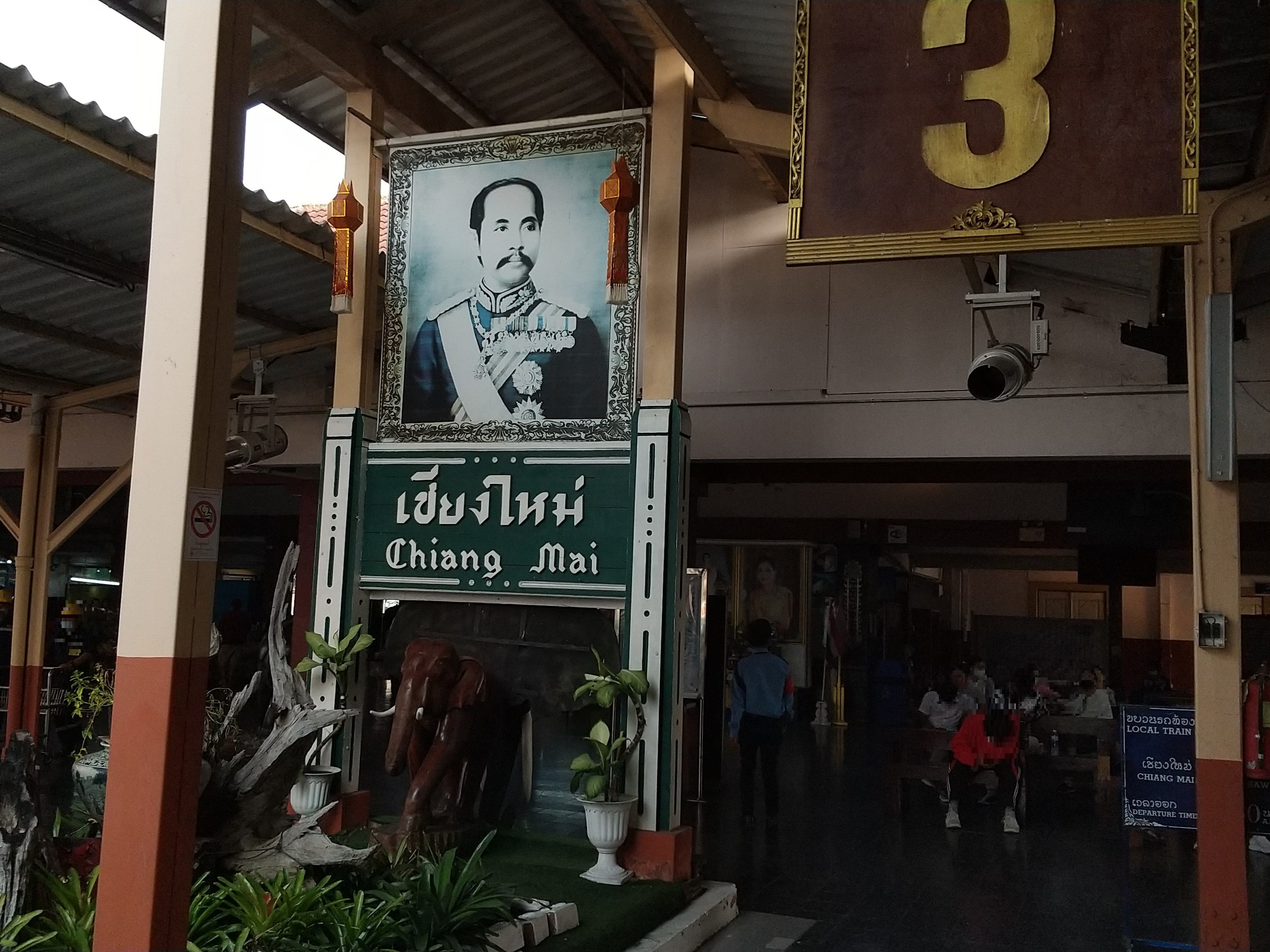
Biểu tượng ga cùng với chân dung Vua Chulalongkorn
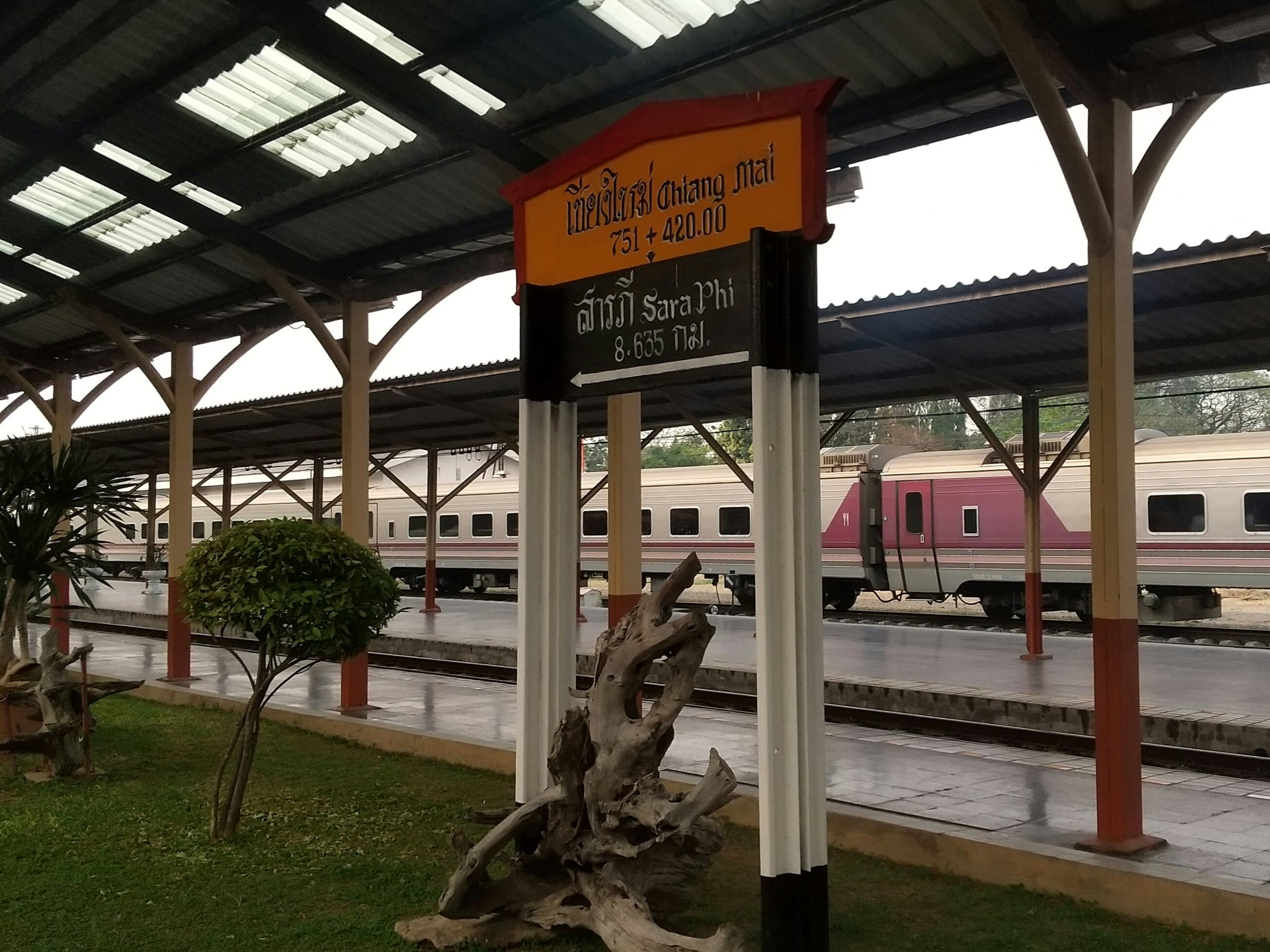
Bảng hiệu nút giao tại ga
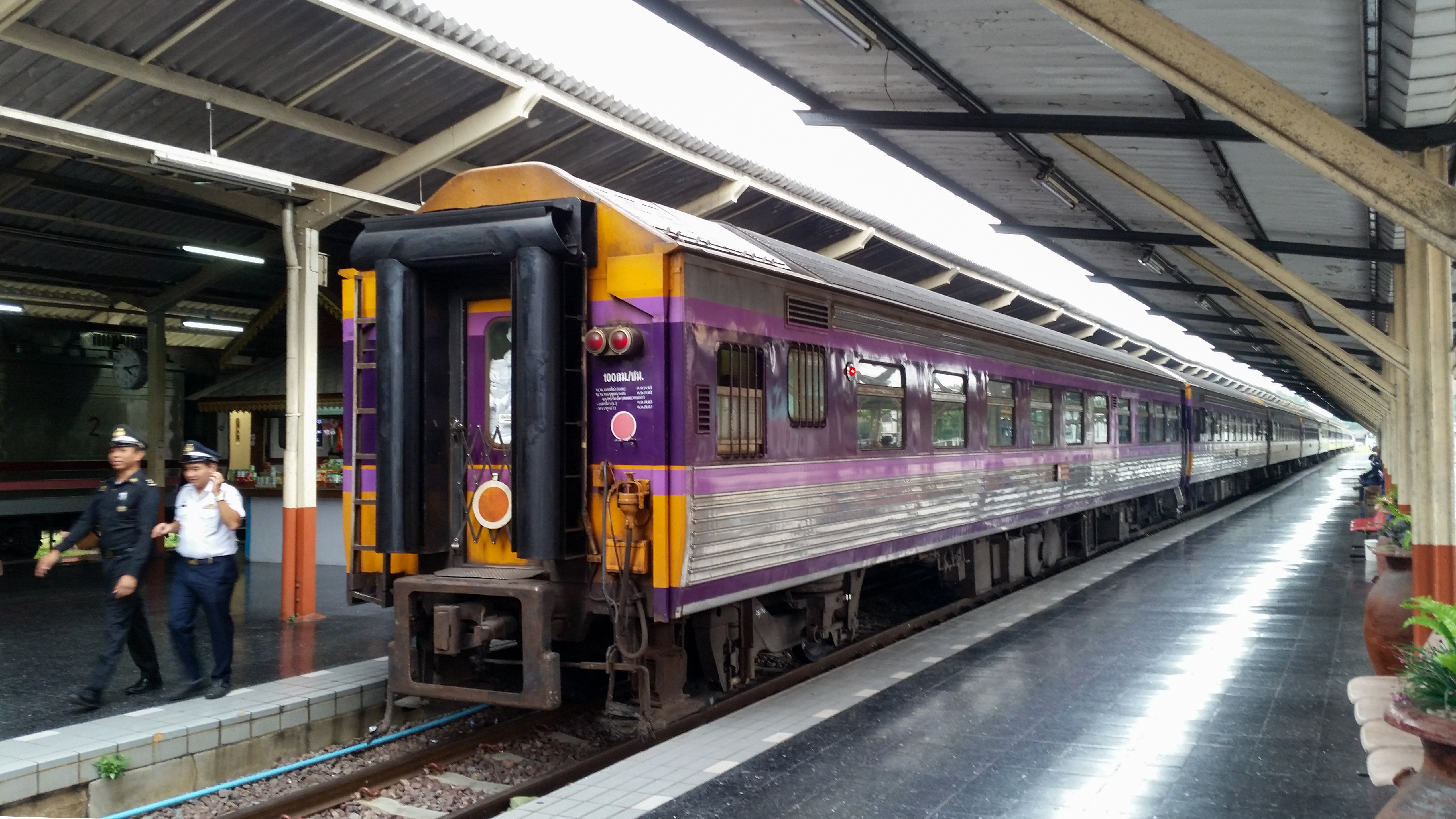
Ke ga
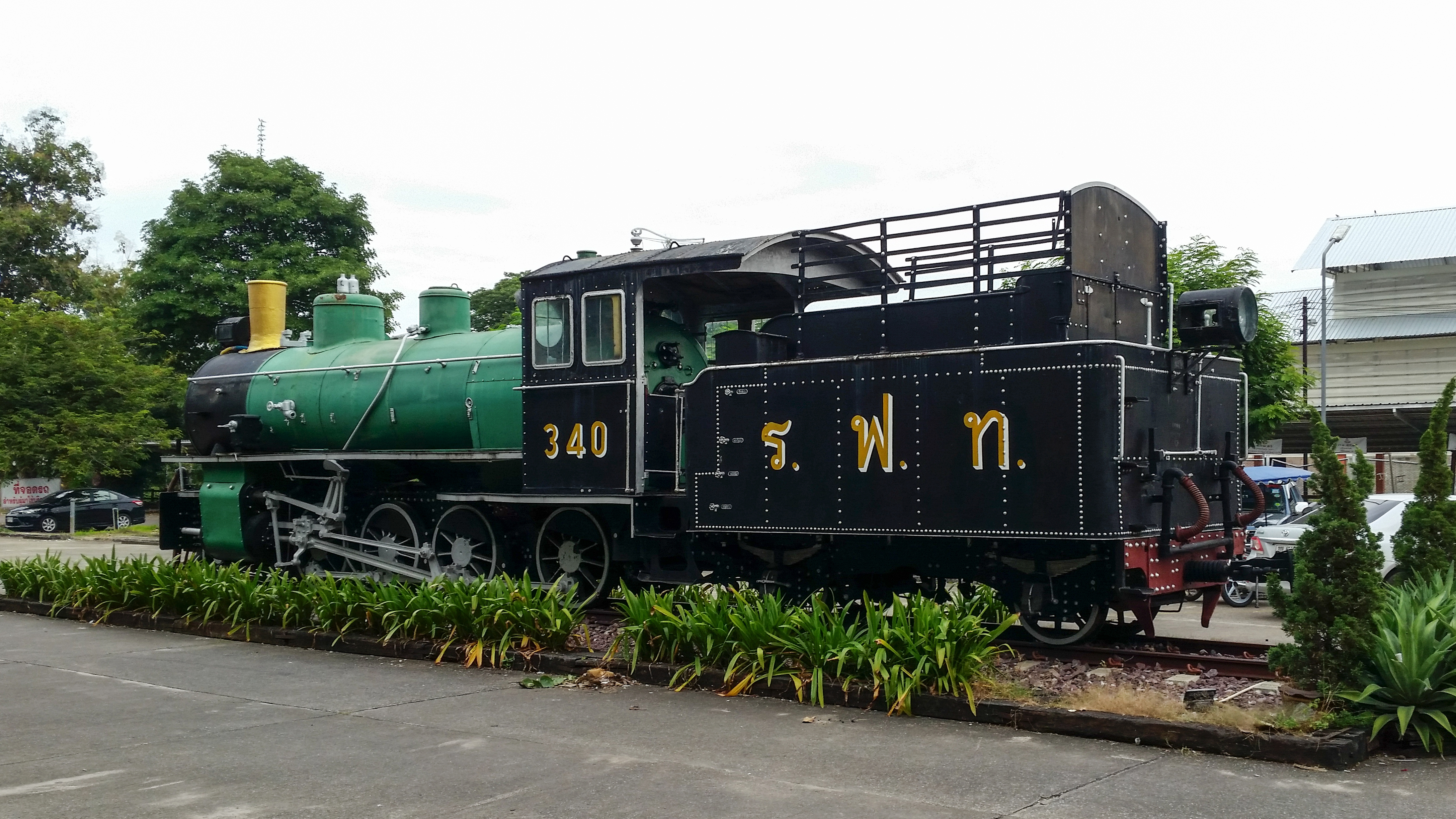
Đầu máy hơi nước được trưng bày trước nhà ga
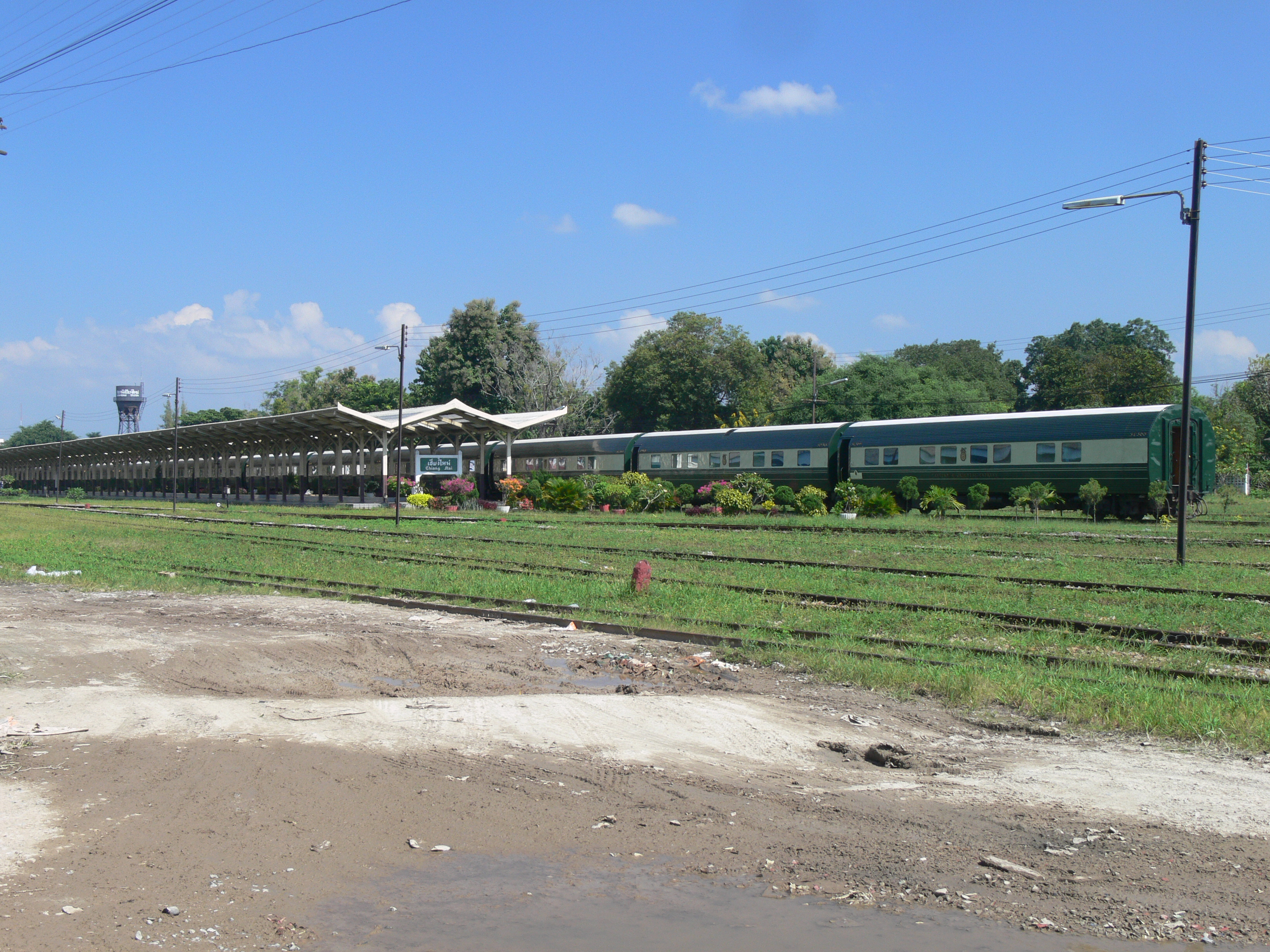
Sân ga